# Eduard Gushchin
Eduard Gushchin (Unión Soviética, 27 de julio de 1940-14 de marzo de 2011) fue un atleta soviético, especializado en la prueba de lanzamiento de peso en la que llegó a ser medallista de bronce olímpico en 1968.

## Carrera deportiva
En los JJ. OO. de México 1968 ganó la medalla de bronce en el lanzamiento de peso, con una marca de 20.09 metros, tras los estadounidenses Randy Matson (récord olímpico con 20.54 metros) y George Woods (plata con 20.12 metros).